# Los Sangurimas

Los Sangurimas est un roman écrit en 1934 par l'équatorien José de la Cuadra.

## Résumé
L'histoire a lieu dans la propriété « La Hondura » située dans le littoral de l'Équateur. Elle porte sur les Sangurimas, une famille pleine de conflits et légendes, qui exécutent la loi de leurs propres mains. 
Tout se déroule autour de Nicasio Sangurima, le grand-père et propriétaire de « La Hondura », qui a des liens avec la mafia ; raison pour laquelle il est respecté par tous et de qui on dit qu'il possède du pouvoir, des richesses, des femmes et des dons sombres grâce à un pacte passé avec le diable.
Malgré son âge avancé, il est costaud et possède une bonne santé ; il affirme de plus qu'il est fils d'un américain tué par son oncle, à la suite de quoi sa mère s'est vengée en tuant l'oncle, d'où le nom de Sangurimas de Balao.
Le fils aîné de Nicasio est Ventura. Il est sujet de moqueries et maltraitances de la part de son père. Le défunt Francisco fut le fils professionnel du vieux ; il l'aida dans ses études de droit à Guayaquil afin qu'il lui aide en retour avec la légalité de ses terres. Parmi les enfants les plus chéris se trouve le colonel Eufrasio qui est supposé responsable du meurtre de Francisco d'après de ordres du vieux Sangurima et le prêtre Terencio qui aimait beaucoup l’alcool et la luxure.
Les petits enfants de Nicasio étaient les Ruegeles, enfants du colonel qui voulaient épouser ses cousines, les trois Maries. À la suite de la négative de leur père pour le mariage, ils enlèvent Marie Victoria. Après avoir trouvé le corps de Marie Victoria, les crimes et atrocités de cette famille se font connaître dans les différentes villes.